# غرانفيل فان دوسن
غرانفيل فـان دوسن (بالإنجليزية: Granville Van Dusen)‏ هو ممثل أمريكي، ولد في 16 مارس 1944 في غراند رابيدز في الولايات المتحدة.

## وصلات خارجية
- غرانفيل فـان دوسن على موقع IMDb (الإنجليزية)
- غرانفيل فـان دوسن على موقع قاعدة بيانات الفيلم (الإنجليزية)